# Jade (cantante)
Jade Amelia Thirlwall, nota semplicemente come Jade (South Shields, 26 dicembre 1992), è una cantante britannica, nota per la sua militanza con le Little Mix e per i suoi lavori da solista, che le hanno fatto guadagnare il BRIT Award al miglior artista pop del 2025.

## Biografia
Thirwall, originaria di South Shields, ha origini egiziane e yemenite da parte della madre, Norma Badwi, e inglesi da parte del padre, James Thirlwall. È entrata a far parte del girl group di successo Little Mix nell'estate del 2011, con cui ha inciso nel corso degli anni diversi progetti, tra cui sei album in studio, vinto numerosi riconoscimenti, tra cui tre BRIT Awards, e avviato tournée mondiali. Nel dicembre 2021 è stata annunciata una pausa del gruppo a tempo indeterminato per permettere ai singoli membri di concentrarsi sulle carriere da soliste.
Nel marzo 2022 la cantante ha firmato un contratto con la RCA e la Full Stop Management, quest'ultima gestita da Jeffrey Azoff assieme a Harry Styles. Si è in seguito occupata della stesura del testo di Candyfloss, tratto da Im Nayeon (2022) della sudcoreana eponima, avendo contribuito in precedenza anche a First Time, contenuto in Taste of Love (2021) delle Twice.
Angel of My Dreams è il singolo con cui ha esordito da solista; il brano, finito in lizza per il BRIT Award alla canzone dell'anno e riconosciuto con l'UK Music Video Award al miglior video editing, è stato pubblicato nel luglio 2024, è arrivato nella top ten della Official Singles Chart e ha superato la soglia delle 400 000 unità vendute, venendo certificato oro dalla British Phonographic Industry. È stato accolto da recensioni più che favorevoli dalla critica, risultando la miglior canzone dell'anno secondo DIY e la miglior canzone pop dell'anno in un articolo scritto da Katherine St. Asaph per Stereogum. È poi uscito il singolo promozionale Midnight Cowboy, a cui ha fatto seguito il singolo Fantasy; tutti e due hanno fatto l'ingresso nella hit parade britannica.
Nel gennaio 2025 è stato presentato il singolo promozionale It Girl, la sua seconda entrata nella top 50 nazionale. Ha fatto il suo debutto sul palco dei BRIT Awards esibendosi sulle note di Angel of My Dreams, dove le è stato assegnato il prestigioso premio nella categoria di miglior artista pop. Ha poi diffuso una cover di Frozen di Madonna la settimana dopo. È stata confermata tra i partecipanti all'edizione annuale del festival di Glastonbury. La pubblicazione di FUFN (Fuck You for Now), annunciato il mese prima da Thirlwall durante una campagna promozionale in collaborazione con Fendi, è avvenuta il 14 marzo; lo stesso ha segnato il suo secondo miglior posizionamento in patria e il secondo ingresso nella Irish Singles Chart.
Nel maggio 2025 è stata annunciata l'uscita dell'LP d'esordio That's Showbiz Baby!, prevista tre mesi più tardi; a supporto del progetto, Jade ha confermato il That's Showbiz Baby! The Tour, costituito da nove date.

## Discografia

### Da solista

#### Singoli
- 2024 – Angel of My Dreams
- 2024 – Fantasy
- 2025 – FUFN (Fuck You for Now)
- 2025 – Plastic Box

#### Collaborazioni
- 2025 – Hot (Le Sserafim feat. Jade)

#### Singoli promozionali
- 2024 – Midnight Cowboy
- 2025 – It Girl
- 2025 – Frozen

### Little Mix

#### Album in studio
- 2012 – DNA
- 2013 – Salute
- 2015 – Get Weird
- 2016 – Glory Days
- 2018 – LM5
- 2020 – Confetti

#### Raccolte
- 2021 – Between Us

## Tournée
- 2025 – That's Showbiz Baby! The Tour

## Riconoscimenti
- BRIT Awards
  - 2025 – Miglior artista pop[2]
  - 2025 – Candidatura alla Canzone britannica dell'anno per Angel of My Dreams[2]

- Rolling Stone UK Awards
  - 2024 – Innovatrice[24]
  - 2024 – Candidatura alla Canzone dell'anno per Angel of My Dreams[25]

- The Ivors
  - 2025 – Candidatura alla Miglior canzone contemporanea per Angel of My Dreams[26]

- UK Music Video Awards
  - 2024 – Miglior video editing per Angel of My Dreams[8]
  - 2024 – Candidatura al Miglior video pop per Angel of My Dreams[27]
  - 2024 – Candidatura al Miglior video dal vivo per Angel of My Dreams[27]
  - 2024 – Candidatura alla Miglior esibizione in un video per Angel of My Dreams[27]
  - 2024 – Candidatura al Miglior styling per Angel of My Dreams[27]